# Прері-Гроув (Іллінойс)
Прері-Гроув (англ. Prairie Grove) — селище (англ. village) в США, в окрузі Макгенрі штату Іллінойс. Населення — 1963 особи (2020).

## Географія
Прері-Гроув розташоване за координатами 42°16′26″ пн. ш. 88°16′12″ зх. д. / 42.27389° пн. ш. 88.27000° зх. д. (42.273933, -88.269876).  За даними Бюро перепису населення США в 2010 році селище мало площу 14,80 км², з яких 14,79 км² — суходіл та 0,01 км² — водойми.

## Демографія
Згідно з переписом 2010 року, у селищі мешкали 1904 особи в 632 домогосподарствах у складі 525 родин. Густота населення становила 129 осіб/км².  Було 666 помешкань (45/км²).
Расовий склад населення:
| - 93,5 % — білих - 3,3 % — азіатів - 0,8 % — чорних або афроамериканців - 0,1 % — корінних американців - 1,0 % — осіб інших рас |

До двох чи більше рас належало 1,4 %. Частка іспаномовних становила 3,0 % від усіх жителів.
За віковим діапазоном населення розподілялося таким чином: 30,2 % — особи молодші 18 років, 61,6 % — особи у віці 18—64 років, 8,2 % — особи у віці 65 років та старші. Медіана віку мешканця становила 40,3 року. На 100 осіб жіночої статі у селищі припадало 98,3 чоловіків;  на 100 жінок у віці від 18 років та старших — 98,1 чоловіків також старших 18 років.
Середній дохід на одне домашнє господарство  становив 143 354 долари США (медіана — 109 875), а середній дохід на одну сім'ю — 157 965 доларів (медіана — 120 208). Медіана доходів становила 102 014 долари для чоловіків та 55 000 доларів для жінок. За межею бідності перебувало 2,4 % осіб, у тому числі 4,5 % дітей у віці до 18 років та 4,2 % осіб у віці 65 років та старших.
Цивільне працевлаштоване населення становило 853 особи. Основні галузі зайнятості: освіта, охорона здоров'я та соціальна допомога — 21,1 %, виробництво — 12,4 %, роздрібна торгівля — 11,5 %, науковці, спеціалісти, менеджери — 11,5 %.